# Прибор приёмно-контрольный

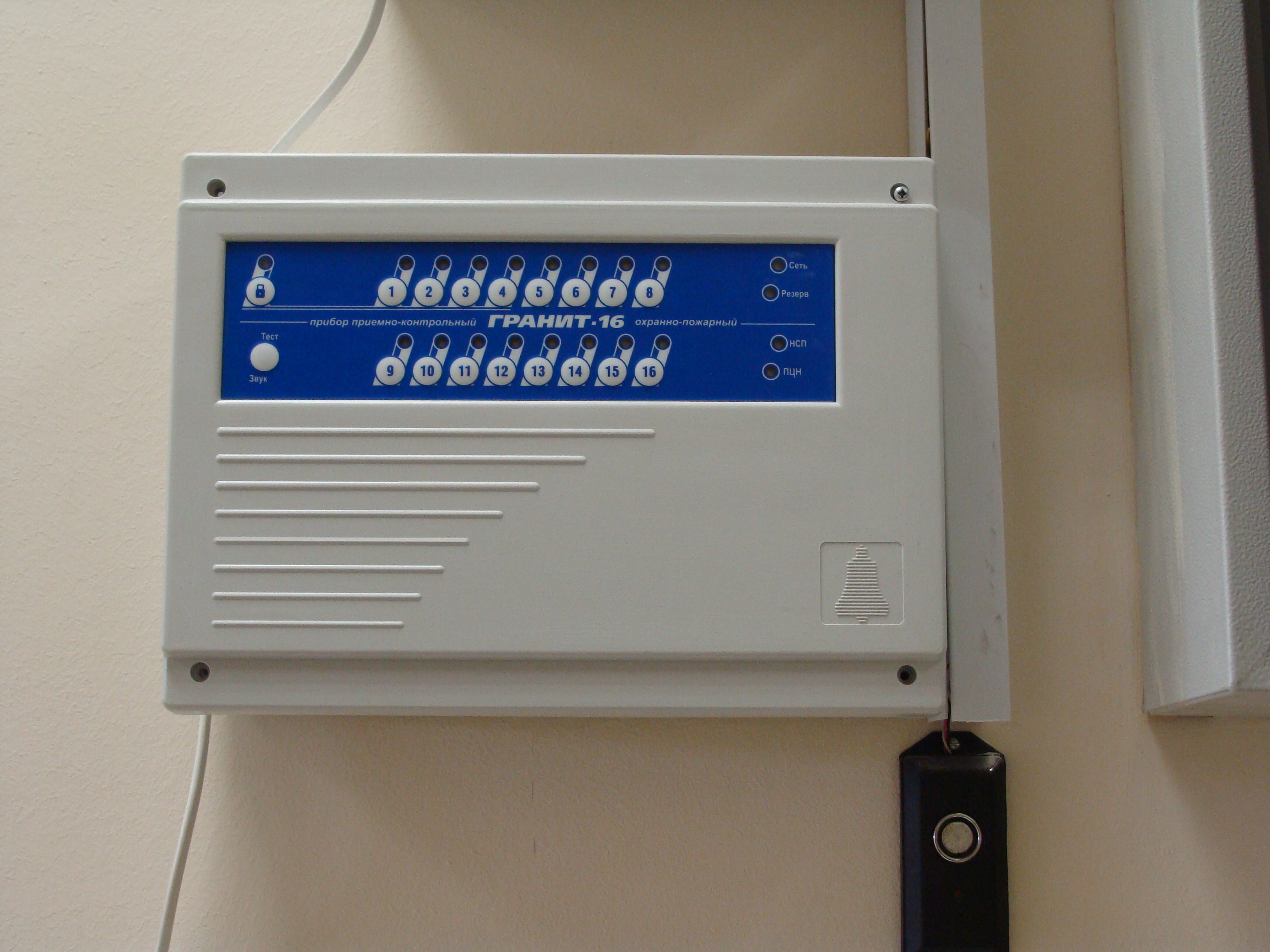
Прибор приемно-контрольный, Россия

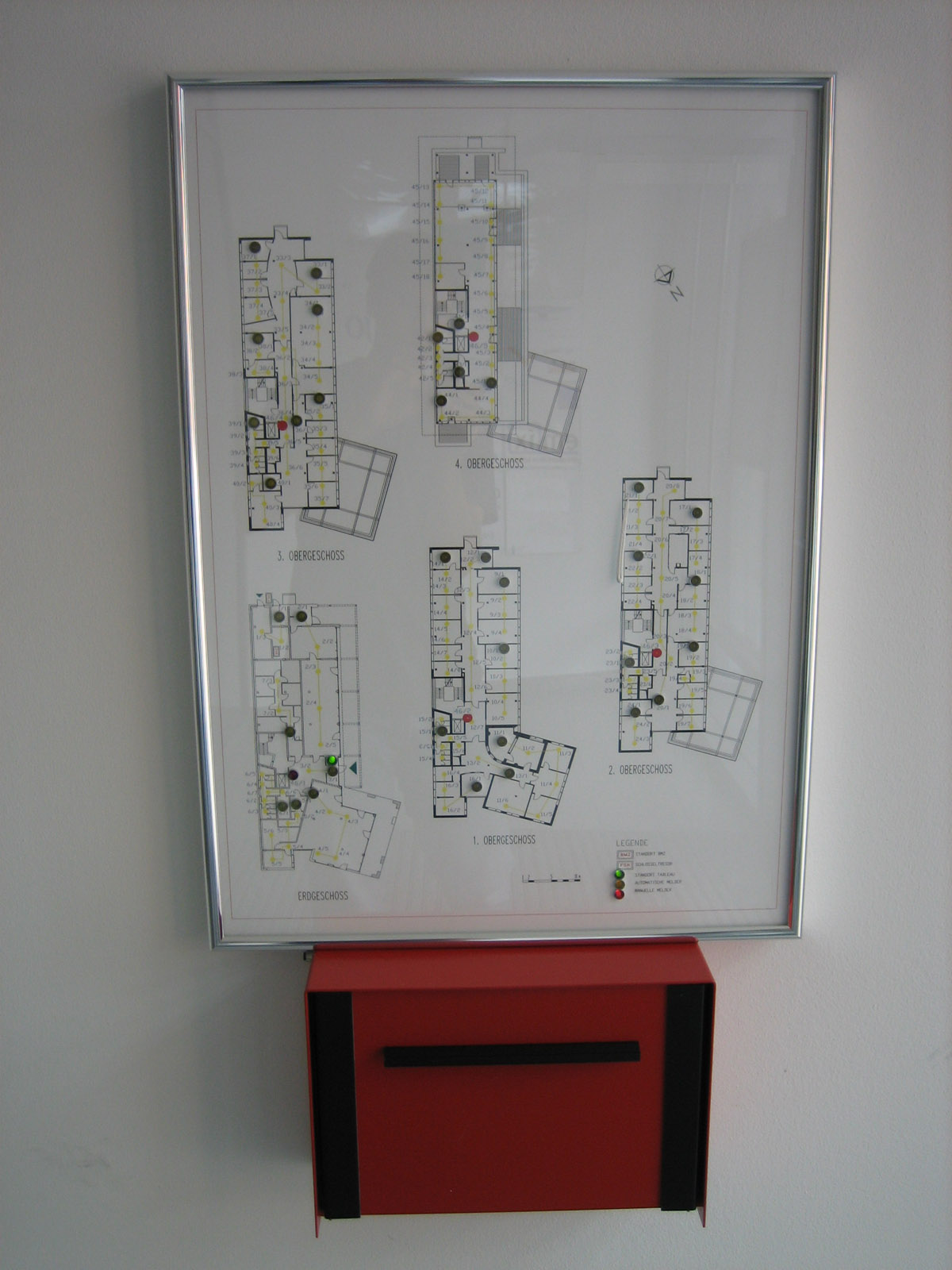
Прибор приемно-контрольный, Германия

Пожарный приёмно-контрольный прибор — устройство, предназначенное для приёма сигналов от пожарных извещателей, звуковой и световой сигнализации тревожного извещения, выдачи информации на пульты централизованного наблюдения, а также формирования стартового импульса запуска пожарного прибора управления. Вместо передачи сигналов возможно совмещение с прибором управления. Информационной ёмкостью прибора называют количество независимых защищаемых направлений (шлейфов или адресов).

## История
Предшественником прибора приемно-контрольного в сигнализации был электрический звонок. Применяемая звонковая сигнализация с включением сигнала при подаче напряжения имела недостаток: при поверждении электропроводки злоумышленниками получение сигнала становилось невозможно. Проблема была решена добавлением к звонку реле, с использованием которого появилась возможность подачи сигнала при размыкании электрической цепи. Такой вариант устройства сигнализации носил в начале XX века название установка Брегета. Для сигнала о пожаре в конце XIX века использовали установки как с замыкающимися контактами, так и с размыкающимися. Различные варианты устройства сигнализации носили название алармные апараты (приборы для сигналов тревоги).